# Pseudocyphellaria perpetua
Pseudocyphellaria perpetua är en lavart som beskrevs av McCune & Miadl. Pseudocyphellaria perpetua ingår i släktet Pseudocyphellaria och familjen Lobariaceae.   Inga underarter finns listade i Catalogue of Life.